# Siegfried Albrecht (Politiker)

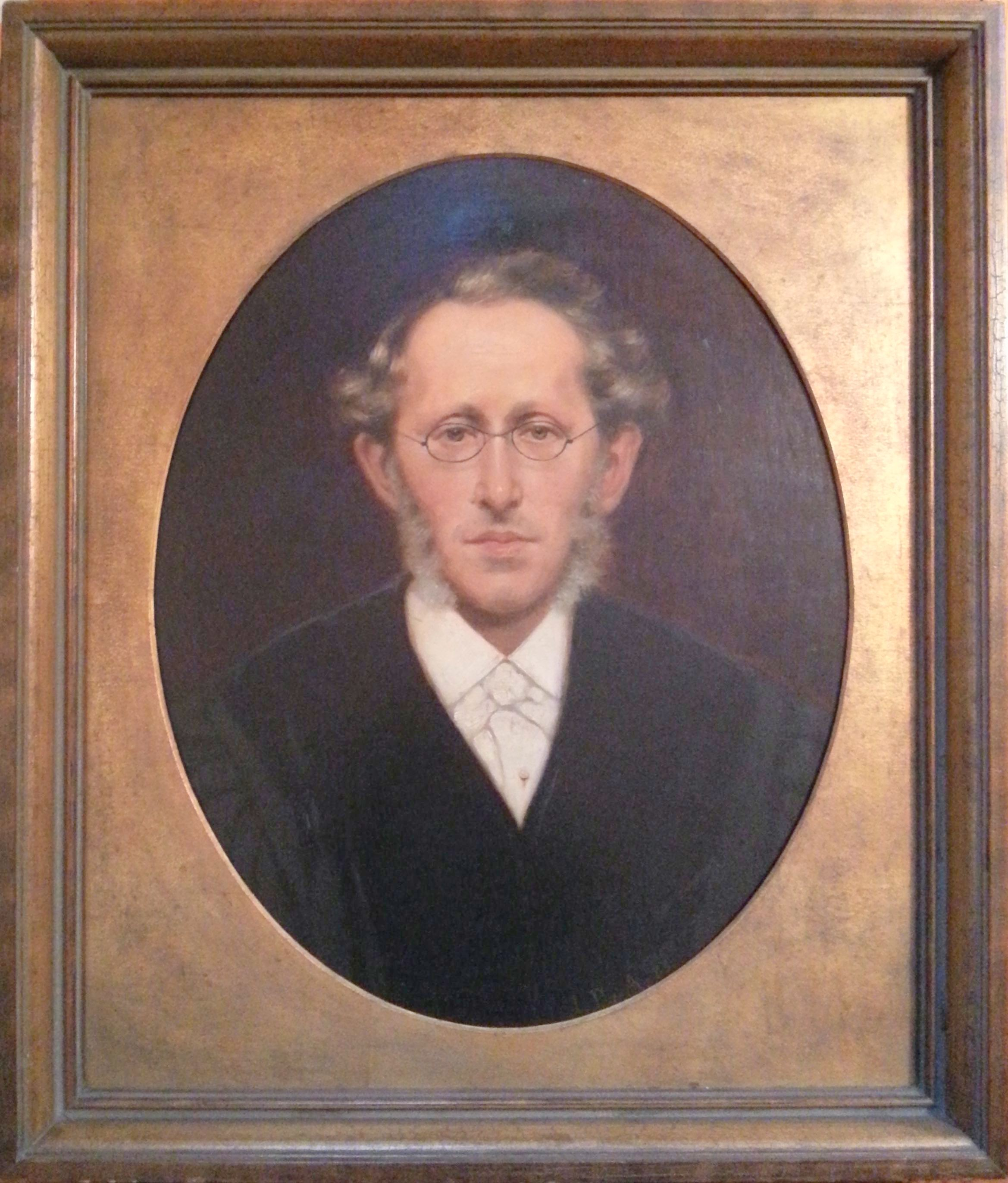

Siegfried Albrecht (* 29. Oktober 1819 in Hamburg; † 30. Oktober 1885 ebenda) war ein deutscher Politiker und Mitglied der Hamburgischen Bürgerschaft.

## Leben
Albrecht entstammte väterlicherseits einer aus Dessau eingewanderten Kaufmannsfamilie. Seine Mutter entstammte der Berliner Bankiersfamilie Veit. Nach Besuch des Johanneums studierte er Rechtswissenschaften in Heidelberg. Neben seiner Arbeit als Advokat, die er in Hamburg nach seiner Promotion 1842 begann, arbeitete er zwischen 1846 und 1849 bei der Polizeibehörde als Kriminalhilfsaktuar. Er arbeitete zudem auch bei den Hamburger Nachrichten als Redakteur. Ab 1849 arbeitete er vor allem wieder als Advokat und schloss sich 1850 in der Anwaltssozietät Dres. Albrecht & G. Hertz mit Gustav Ferdinand Hertz zusammen. In dieser Kanzlei arbeitete ab 1857 Hugo Roeloffs als Schreiber. Ende 1861 übernahm er die Stelle als Präses des Handelsgerichts von dem zum Senator gewählten Johannes Versmann. Dort arbeitete er bis 1879 und wurde dann zum ersten Präsidenten des Landgericht Hamburgs ernannt. Er musste die Stellung aber bereits drei Jahre später aus gesundheitlichen Gründen wieder aufgeben. Christian Arning wurde sein Nachfolger als Präsident des Landgerichts Hamburg.
Siegfried Albrecht starb 1885 in Hamburg und wurde auf der neu errichteten Familiengrabanlage auf dem Ohlsdorfer Friedhof beigesetzt.

## Politik
In den Jahren 1848/49 war Albrecht als Mitglied der Konstituierenden Versammlung in Hamburg und dort Mitglied im Verfassungsausschuss. In die Hamburger Bürgerschaft ab 1859 wurde er in den Kirchspielen St. Petri und St. Katharinen gewählt. Er nahm die Wahl im Kirchspiel St. Katharinen an und saß für es bis 1865 in der Bürgerschaft. Danach wurde er bis zum Ende seines Mandats 1879 durch das Handelsgericht ins Parlament entsandt. Eines seiner Hauptaufgabenfelder war das Ausarbeiten von Gesetzestexten. Neben der Parlamentarischen Arbeit arbeitete er zudem im Ausschuss des Deutschen Juristentags mit.
Zu Ehren Albrechts sagte Hamburgs Erster Bürgermeister Hermann Anthony Cornelius Weber: „Albrecht war ein Mann von tiefem Wissen, durchaus wahr, gründlich im Erwägen, ein Vorbild  guter Rechtsprechung, einfach in seinem Auftreten hatte er einen hohen Adel der Gesinnung, er war ein echter Deutscher und ein treuer Hamburger.“